# Angry Mom
Angry Mom (hangul: 앵그리맘; rr: Aenggeurimam) é uma série de televisão sul-coreana exibida pela MBC TV do dia 18 de março a 7 de maio de 2015, estrelada por Kim Hee-sun, Kim Yoo-jung e Ji Hyun-woo.

## Enredo
Em sua escola em Busan, Jo Kang-Ja era lendária por ser a aluna mais temida, mas ela precisa abandonar os estudos quando fica grávida no final da adolescência e precisa tentar se tornar uma mãe responsável para Ah-ran.
Atualmente, Kang-ja está na casa dos trinta e Ah-ran já é uma adolescente, mas ambas têm uma relação conflituosa; Kang-ja é uma mulher desbocada e não age como uma senhora de forma alguma e Ah-ran tem vergonha dela. Quando Ah-ran faz amizade com uma menina excluída da classe, ela vira alvo dos valentões da escola e estes fazem da sua vida um inferno, mas por ser muito orgulhosa e ter recebido ameaças, ela acaba ficando calada.
Quando descobre que sua filha está sendo intimidada, Kang-Ja decide resolver o problema em suas próprias mãos e, sem o conhecimento de Ah-ran, se matricula na escola como estudante - sob o nome falso de "Jo Bang-wool" - para ensinar aos valentões uma lição. Mas, Kang-Ja descobre que há algo maior e mais obscuro do que simples problemas entre alunos

## Elenco
- Kim Hee-sun como Jo Kang-ja
- Kim Yoo-jung como Oh Ah-ran
- Ji Hyun-woo como Park No-ah
- Yoon Ye-joo como Jin Yi-kyung
- Baro como Hong Sang-tae
- Ji-soo como Go Bok-dong
- Lizzy como Wang Jung-hee
- Kim Tae-hoon como Do Jung-woo
- Oh Yoon-ah como Joo Ae-yeon
- Park Geun-hyung como Kang Soo-chan
- Jeon Gook-hwan como Park Jin-ho
- Park Yeong-gyu como Hong Sang-bok
- Im Hyung-joon como Oh Jin-sang
- Go Soo-hee como Han Gong-joo
- Kim Hee-won como Ahn Dong-chil
- Kim Byung-choon como Oh Dal-bong
- Kim Ji-young como sogra de Kang-ja
- Seo Ji-hee
- Park Hee-jin

## Classificações
| Episódio | Data de transmissão original | Audiência média    | Audiência média              | Audiência média           | Audiência média              |
| Episódio | Data de transmissão original | Classificação TNmS | Classificação TNmS           | Classificação AGB Nielsen | Classificação AGB Nielsen    |
| Episódio | Data de transmissão original | Em todo o país     | Região Metropolitana de Seul | Em todo o país            | Região Metropolitana de Seul |
| -------- | ---------------------------- | ------------------ | ---------------------------- | ------------------------- | ---------------------------- |
| 1        | 18 de março de 2015          | 10.1%              | 13.6%                        | 7.7%                      | 8.7%                         |
| 2        | 19 de março de 2015          | 10.6%              | 14.2%                        | 9.9%                      | 11.0%                        |
| 3        | 25 de março de 2015          | 11.4%              | 14.3%                        | 9.1%                      | 9.9%                         |
| 4        | 26 de março de 2015          | 10.9%              | 14.2%                        | 8.7%                      | 9.5%                         |
| 5        | 1 de abril de 2015           | 9.8%               | 12.1%                        | 8.4%                      | 9.6%                         |
| 6        | 2 de abril de 2015           | 9.3%               | 11.3%                        | 8.1%                      | 8.8%                         |
| 7        | 8 de abril de 2015           | 8.5%               | 9.7%                         | 7.4%                      | 7.6%                         |
| 8        | 9 de abril de 2015           | 8.3%               | 10.7%                        | 7.2%                      | 7.7%                         |
| 9        | 15 de abril de 2015          | 8.4%               | 10.2%                        | 7.7%                      | 8.2%                         |
| 10       | 16 de abril de 2015          | 9.2%               | 12.0%                        | 7.3%                      | 7.8%                         |
| 11       | 22 de abril de 2015          | 8.0%               | 10.1%                        | 7.6%                      | 8.4%                         |
| 12       | 23 de abril de 2015          | 8.0%               | 9.8%                         | 7.4%                      | 7.7%                         |
| 13       | 29 de abril de 2015          | 7.0%               | 8.7%                         | 7.5%                      | 8.5%                         |
| 14       | 30 de abril de 2015          | 7.8%               | 9.6%                         | 6.9%                      | 7.3%                         |
| 15       | 6 de maio de 2015            | 8.7%               | 10.6%                        | 7.9%                      | 9.0%                         |
| 16       | 7 de maio de 2015            | 8.8%               | 11.2%                        | 9.0%                      | 10.6%                        |
| Média    | Média                        | 9.1%               | 11.4%                        | 8.0%                      | 8.8%                         |